# Onoto (Anzoátegui)
Onoto es la capital del municipio Juan Manuel Cajigal en el estado Anzoátegui, Venezuela. Poblado que queda en la parte Oeste del estado Estado Anzoátegui, en los límites con el estado Guárico en Venezuela. Sus coordenadas son N9 35 52.6 W65 11 39.3.

## Orígenes

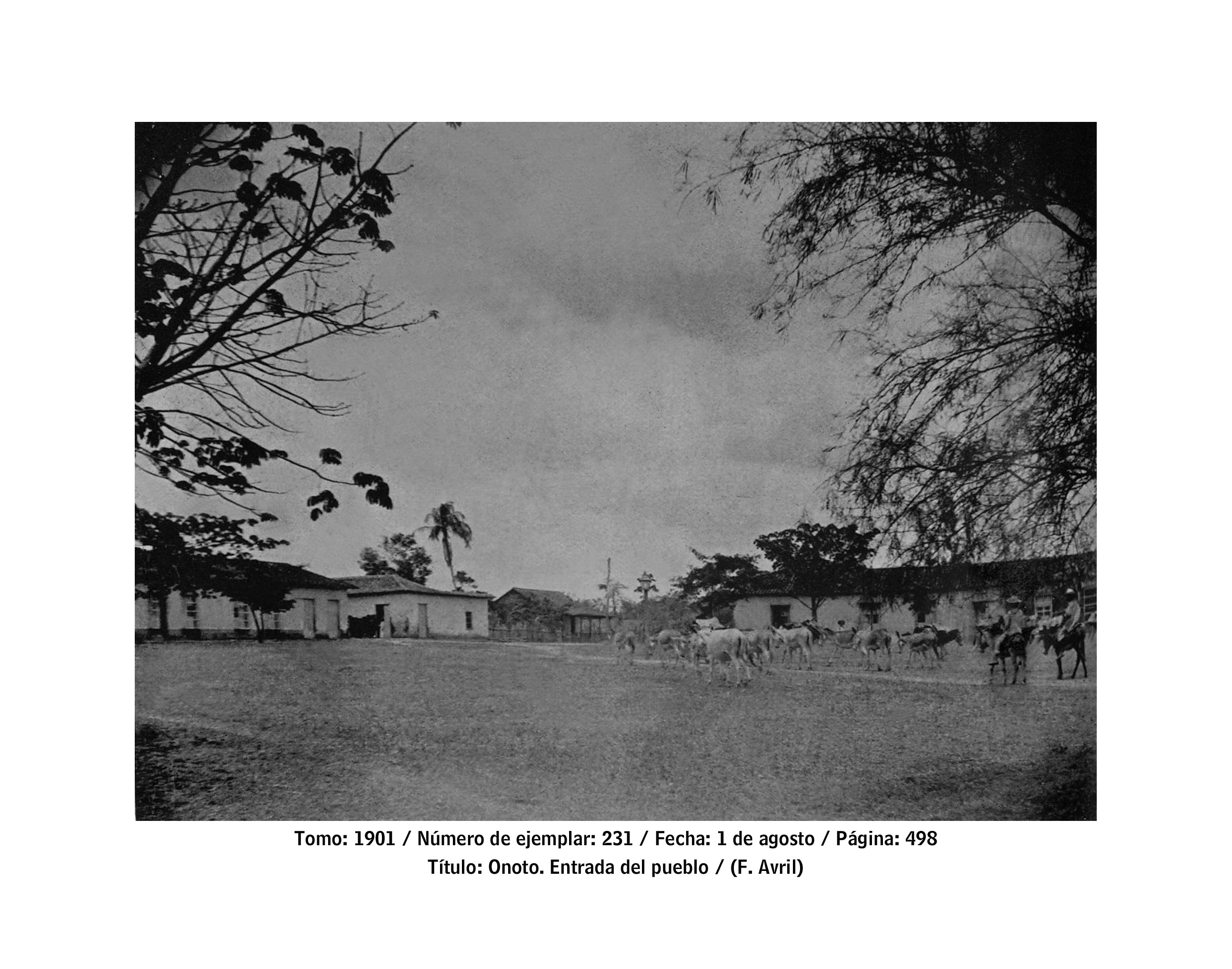
Onoto en 1901

Es un pueblo de misión fundado en el año 1748 por los franciscanos observantes de la misión de Píritu. Fue un área habitada por los indios palenques Caracares y los indios Guaribes. A través de la historia perteneció a la Nueva Andalucía y luego pasó a pertenecer a la provincia de la Nueva Barcelona. Perteneció antes de 1832 al cantón de Aragua de Barcelona, y luego se hizo cantón, luego distrito y actualmente municipio, que lleva el nombre de Juan Manuel Cajigal.

## Datos básicos
Posee alrededor de 15.012 habitantes. Es un pueblo que vive de la agricultura y la ganadería. Tiene su liceo, sus escuelas y demás instituciones básicas de una comunidad.